# Trane Technologies
Trane Technologies plc er en amerikansk virksomhed indenfor varme, ventilation og aircondition samt kølesystemer. Virksomheden var før 2020 kendt som Ingersoll Rand, hvor industridivisionen blev spin-off til Ingersoll Rand. I dag er Trane Technologies moderselskab for Trane, Thermoking og ICS Cool Energy.